# 파르티아
파르티아(페르시아어: اشکانیان, Ashkâniân)는 이란 북동부에 해당하는 고대의 지역이다.
파르티아 제국의 전성기때에는 이란을 아울러 오늘날의 아르메니아를 비롯한 이라크, 조지아, 튀르키예 동부, 시리아 동부, 투르크메니스탄, 아프가니스탄, 타지키스탄, 파키스탄, 쿠웨이트, 사우디아라비아의 페르시아만 해안 지역, 바레인, 카타르, 아랍에미리트까지 파르티아의 세력권에 있었다.

## 명칭
'파르티아'라는 명칭은 고대 페르시아어 '파르타바'(Parthava)에서 비롯한 라틴어 'Parthia'가 이어진 것으로, 파르타바는 이란계 민족이던 파르티아인들이 자신들을 나타내는 파르티아어 지칭어이다. 헬레니즘 시대에 들어서서, 파르티아는 또한 '파르티아이아'(Parthyaea)로 나타나기도 했다
파르티아는 사산조 시대의 중세 페르시아 문헌에서 '팔라우'로, 후대 이슬람 작가들에게는 '팔라' (Pahla/Fahla)로 등장하였으나, 주로 이란 서부 지역에 있는 파르티아 지역만을 나타내는 것이었다.

## 갤러리

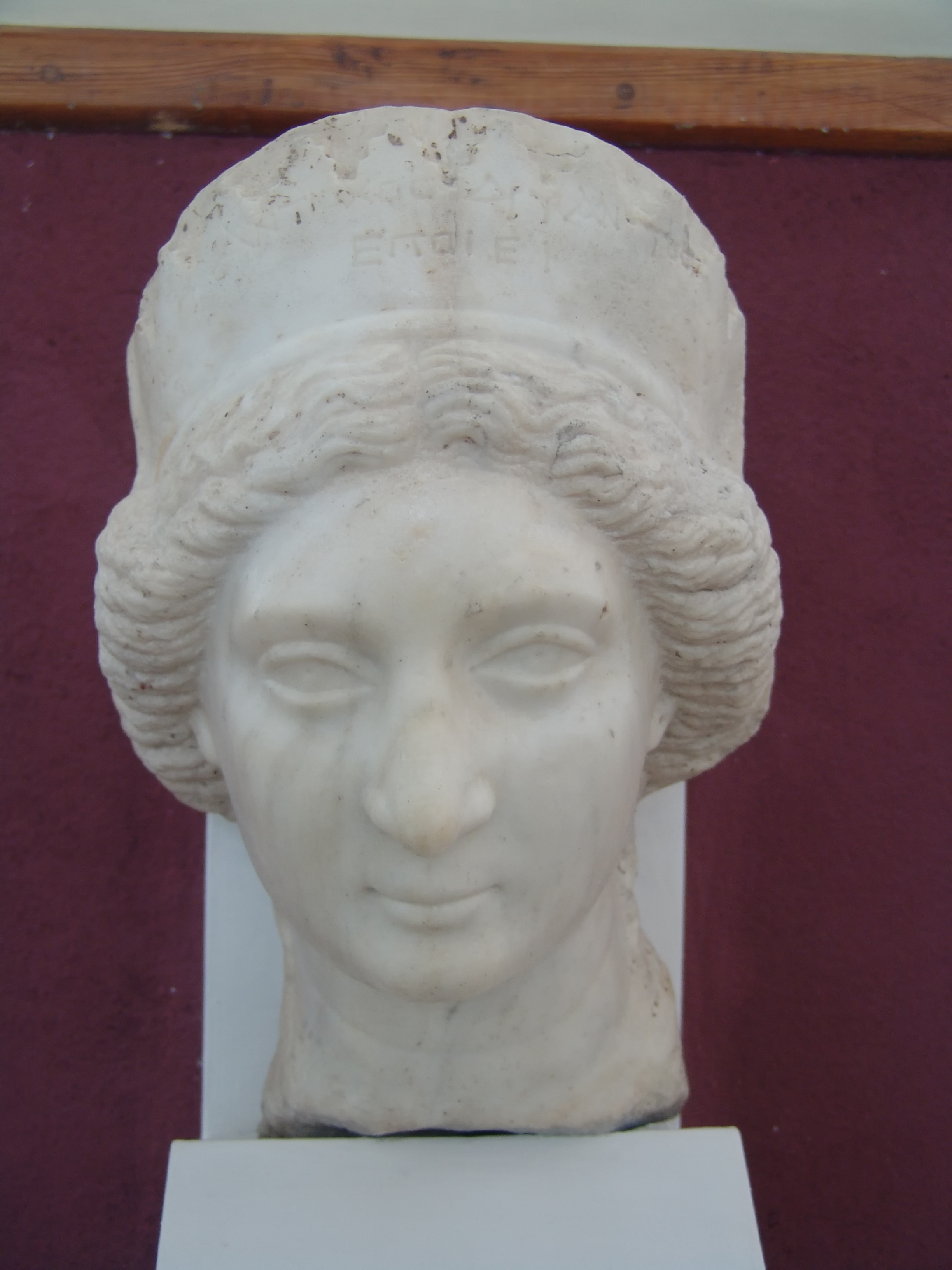
여제 무사, 프라아테스 4세의 황후.
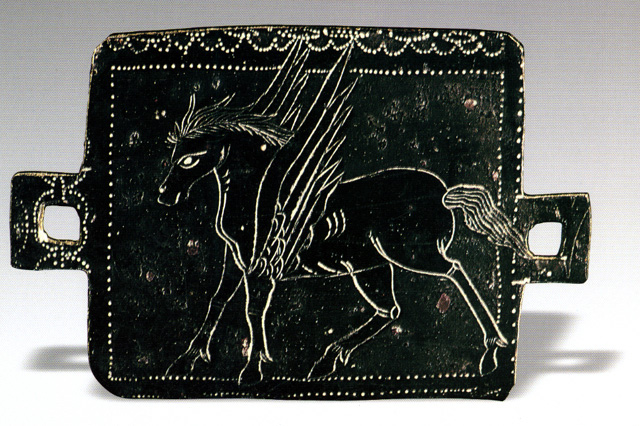
천마 페가수스가 있는 파르티아 시대 청동판, 후제스탄.
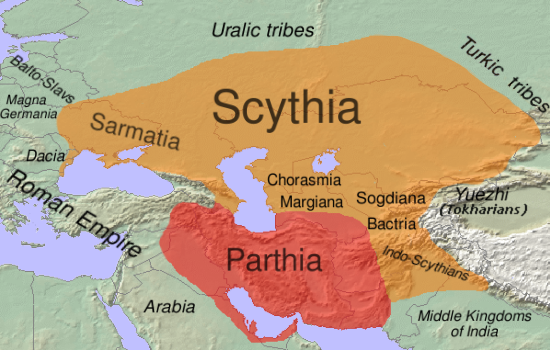
기원전 100년경의 파르티아와 스키타이.
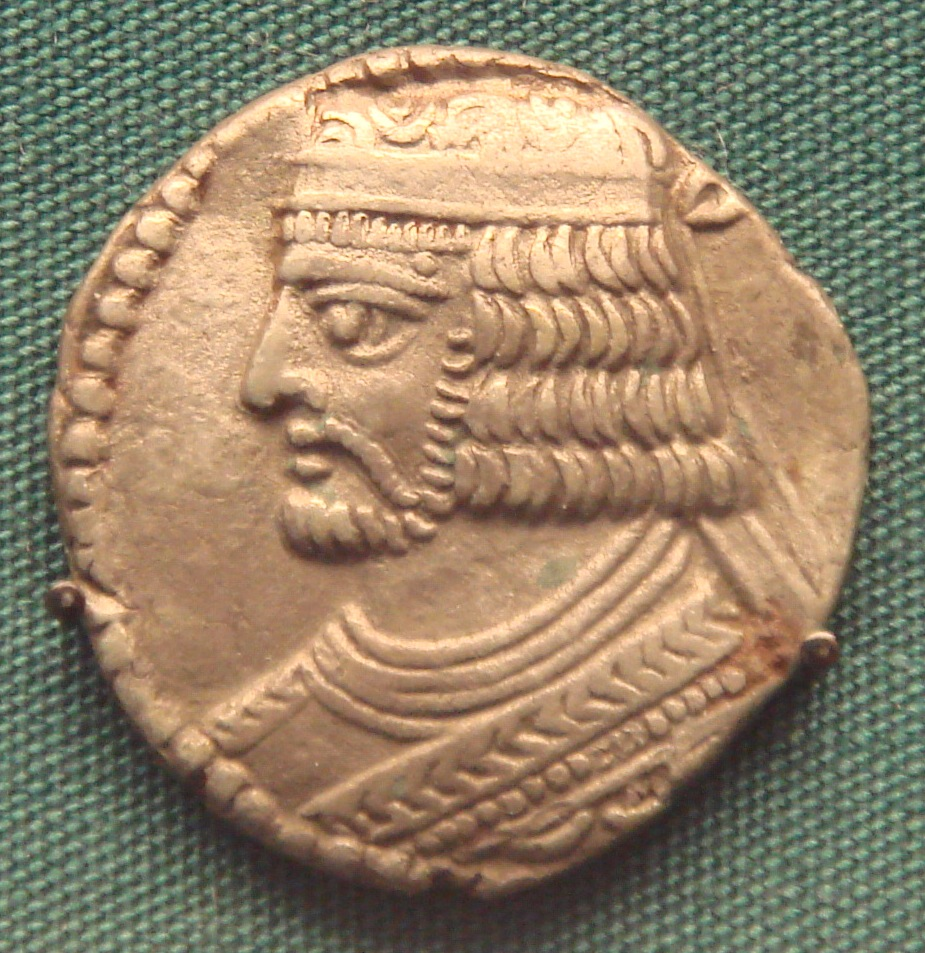
볼로가세스 1세의 얼굴이 새겨진 금화.

## 참고 문헌
- Hill, John E. 2004. The Western Regions according to the Hou Hanshu. Draft annotated English translation.
- Hill, John E. 2004. The Peoples of the West from the Weilue 魏略 by Yu Huan 魚豢: A Third Century Chinese Account Composed between AD 239 and 265. Draft annotated English translation.

## 같이 보기
- 인도-파르티아 왕국
- 박트리아
- 사산조 페르시아